# فری‌گیت
فری‌گیت نرم‌افزاری است که به کاربران اینترنت در کشورهای چین، سوریه، تونس، ایران، ویتنام، امارات متحده عربی و بسیاری کشورهای دیگر اجازه می‌دهد که به وبگاه‌هایی که توسط دولتها فیلتر (مسدود) شده‌اند، دسترسی پیدا کنند. این برنامه از تعدادی پراکسی باز برای عبور دادن اطلاعات کاربران از سد فایروالهایی که کار مسدود کردن وبگاه‌ها را بر عهده دارند، استفاده می‌کند. شرکت سازندهٔ این نرم‌افزار تخمین می‌زند که این نرم‌افزار ۲۰۰٬۰۰۰ کاربر در سال ۲۰۰۴ داشته باشد.

## تأسیس و تأمین مالی
شرکت فناوری اینترنت پویا (DIT) در سال ۲۰۰۱ تأسیس شد تا خدمات تحویل ایمیل به چین را برای آژانس‌های دولتی ایالات متحده و سازمان‌های غیردولتی ارائه دهد. در سال ۲۰۰۲، این شرکت شروع به ارائه خدمات ضد سانسور تحت چارچوب DynaWeb کرد و مانند اولتراسرف، به یکی از رقبای اصلی در تلاش برای نفوذ به فایروال بزرگ چین (GFW) تبدیل شد.
فری‌گیت توسط اعضای فالون دافا ایجاد شده و توسط سازمان رسانه‌های جهانی ایالات متحده، تأمین مالی شده است. فری‌گیت همچنین از سازمان حقوق بشر در چین، که یکی از مشتریان آن نیز می‌باشد و خود از سازمان غیرانتفاعی آمریکایی بنیاد ملی برای دموکراسی تأمین مالی می‌شود، نیز بودجه دریافت می‌کند. بر اساس گزارش خدمات پژوهشی کنگره ایالات متحده (CRS)، دولت ایالات متحده در سال ۲۰۰۵ مبلغ ۶۸۵٫۰۰۰ دلار به فری‌گیت بودجه اختصاص داده است.

### سرمایه‌گذاران
این نرم‌افزار با سرمایه‌گذاری سازمانهای مختلفی ساخته شده است:
- هیئت کارفرمایان پخش که یک سازمان دولتی آمریکایی است.
- سازمان حقوق بشر در چین که یک سازمان غیردولتی بین‌المللی است.
- شماری از سازمانهای غیرانتفاعی آمریکایی مثل سازمان موقوفه برای دموکراسی

## گزارش به عنوانبدافزار
در سال ۲۰۰۴ گزارشهای زیادی ثبت شد که ضدویروس نورتون، فری‌گیت را به عنوان بدافزار تروآ شناسایی کرده بود. البته شرکت سیمنتک سازنده ضدویروس نورتون بعدها اعلام کرد که به اشتباه این نرم‌افزار را به عنوان بدافزار طبقه‌بندی کرده و آن را از فهرست بدافزارها برداشت.
در سال ۲۰۱۳ گزارش شد «فعالان طرفدار دولت» در سوریه پیامهای الکترونیکی برای شورشیان فرستادند و آنها را تشویق به دانلود و نصب یک نرم‌افزار به نام فری‌گیت کرده‌اند تا از محدودیت‌ها و نظارت دولت در امان باشند، در حالی که این نرم‌افزار در واقع یک بدافزار بود که به مزاحم امکان می‌داد آنچه که کاربر قربانی در کامپیوتر خود تایپ می‌کند رصد کند و همچنین فایل‌های وی را بخواند یا پاک کند.
در شهریور ۱۳۹۲ کاربرانی که از فری‌گیت برای عبور از فیلترینگ اینترنت در ایران استفاده می‌کردند، به جای صفحهٔ اصلی فیس‌بوک به صفحه‌ای دیگر هدایت می‌شدند. به همین دلیل بسیاری تصور کردند فری‌گیت هک شده یا مورد حملهٔ فیشینگ قرار گرفته است اما با اعلام سازندگان فری‌گیت مشخص شد که آن لینک نیز پراکسی بوده که خود فری‌گیت آن را ساخته است. البته کارشناسان هشدار دادند در استفاده از این صفحهٔ جایگزین احتیاط شود، زیرا دارای پروتکل امن نیست و اطلاعات ارسالی بدون رمزگذاری شدن منتقل می‌شود و به سِرور فری‌گیت می‌رود و آنها می‌توانند اطلاعات کاربران را بخوانند.